# Nelito Ekuikui
Manuel Armando Da Costa Ekuikui, (Huambo, Bailundo, 8 de fevereiro de 1991) é um Jurista e político angolano. Serviu como secretário da UNITA no círculo provincial de Luanda durante o período de 2019 a 2023. Nas eleições de 2022, representou o seu partido na capital angolana, atuando como cabeça de lista, tendo no final conseguido uma vitória inédita.
Nasceu numa família de guerrilheiros, ingressando na vida política motivado pelo senso de justiça desencadeado pelos horrores da guerra. Teve como mentor o presidente Isaías Samakuva, que o encaminhou a diversos cargos de destaque apesar de jovem. Começou o seu percurso na política ativa militando no comité do Quilamba Quiaxi, participou na edificação de um comité no Projeto Nova Vida, exerceu o cargo de secretário para assuntos académicos e eleitoral da organização juvenil JURA. Tempos depois, coordenou as organizações de massa no município de Quilamba Quiaxi, aos 24 anos foi designado secretário do município de Belas e Talatona, aos 28 anos exerceu o cargo de secretário regional e secretário do partido na capital de Angola. Atualmente exerce o cargo de secretário da JURA.

## Primeiros anos
Manuel Ekuikui, descendente da linhagem real de Ekuikuis, nasceu em 8 de fevereiro de 1991 durante o conflito armado angolano, na província do Huambo, município do Bailundo, Angola. É filho de Benjamim Justo Estevão Ekuikui, um militar, e Filomena Paula, que participou da guerra civil como guerrilheira.
Estudou na província do Huambo, no município do Bailundo. Fez o ensino primário na escola Calandula, posteriormente mudou-se para Luanda onde concluiu o ciclo básico, na escola Comandante Pedalé. Porteriormente, cursou a faculdade de direito na Universidade Gregório Semedo.

## Carreira política

### Ínicio da vida política
Nelito Ekuikui ingressou na vida política ativa ainda muito jovem. Ingressou na UNITA incentivado por um primo, e logo se tornou ativo no comité do Quilamba Quiaxi. Participou na edificação de um comité dentro do projecto Nova Vida, inaugurado pelo então presidente da UNITA Isaías Samakuva, aos 17 anos coordenou um núcleo, uma organização partidária composta por 10 elementos. Migrou para o Executivo provincial da JURA, exerceu o cargo de secretário para assuntos académicos e eleitoral, tempos depois, foi convidado novamente para voltar ao município de Quilamba Quiaxi como dirigente do partido, coordenando as organizações de massa.
Chegou ao cargo de Secretário Municipal de Belas e Talatona aos 24 anos, aos 28 anos ocupou a cadeira de Secretário Provincial do Partido UNITA na capital angolana, Luanda.

### Deputado da assembleia nacional
Em 2017 concorreu como candidato a deputado à assembleia nacional e foi designado cabeça de lista para a província de Luanda, tendo conseguido dois assentos parlamentares para o partido. Depois de terminadas as eleições, no mês de setembro do mesmo ano ocupou uma das cadeiras do parlamento angolano pela primeira vez no mesmo ano, foi considerado o deputado mais jovem.
Em 2022 voltou a concorrer como candidato à assembleia, foi designado novamente cabeça de lista, desta vez conquistando três assentos. Ocupou também o cargo de secretário do círculo provincial de Luanda.

### Secretário municipal de Luanda (2019-2022)
Foi nomeado a secretário regional de Luanda no mês de março de 2019, permaneceu no cargo até dezembro do mesmo ano, no mês de novembro do mesmo ano foi nomeado secretário do partido na província de Luanda pelo recém-eleito presidente do partido, Adalberto da Costa Júnior.
Dirigiu a província de Luanda de forma contundente, participou de forma ativa na sociedade, destacou-se nas redes sociais, participou de manifestações e defendeu manifestante na Assembleia Nacional, registou várias aparições na Mídia, participou de debates e entrevista de forma indiscriminada, digressão que o deixou em evidência tornando-o uma das principais referências do partido da oposição rumo as eleições de 2022.
O seu mandato foi interrompido temporariamente, depois que no dia 5 de outubro o Tribunal Constitucional anulou o XIII congresso da UNITA, congresso que legitimou o Adalberto da Costa Junior como presidente do partido, levando o presidente Isaías Samakuva a reassumir a liderança e o exonerando logo depois, voltou ao cargo pouco tempo depois.
Na segunda-feira, do dia 2 de outubro de 2022, Nelito Ekuikui foi recebido pelo governador de Luanda. Entretanto, no encontro discutiu-se várias situações incluindo a das famílias desalojadas do complexo habitacional do Zango, resolução das políticas de habitação para os jovens e empregabilidade para esta franja, além de outras questões apresentadas.
Encerrou o seu mandato no mês de março de 2023, deixou o cargo para o seu homólogo Adriano Abel Sapiñala.

### Jura
Nelito Ekuikui concorreu o cargo de liderança da organização juvenil JURA pela primeira vez em 2018, tendo perdido o pleito, participou novamente do V congresso da organização tendo como adversário João Lukombo. Apresentou o seu manifesto em Menongue, província do Cuando Cubango. O manifesto teve como base três eixos fundamentais: primeiro, trabalhar arduamente no sentido de influenciar os jovens do país em geral, a afirmarem-se "rumo a um novo contexto, quebrando regras e estabelecendo novas sociedades e novos contextos”; Como segundo eixo, Nelito Ekuikui propôs-se a levar para a juventude angolana, a pureza ideológica, para que possam identificar-se com valores, com uma linha de pensamento e sejam capazes de ser autores da própria vida. "Um homem que não conhece a sua causa, não tem noção do seu papel na sociedade”, referiu; No terceiro eixo, que tem a ver com a formação de lideranças, Nelito Ekuikui, propôs-se em colocar quadros formados ideológica e tecnicamente na JURA e no seu partido, no sentido de servirem os desafios futuros da UNITA e do país em geral, para mobilizar e despertar cada vez mais a consciência do povo.
Venceu as eleições com 79,82% dos votos. Nelito Ekuikui ponderava, com a sua liderança, romper com o Conselho Nacional da Juventude (CNJ), por, no seu entender, o CNJ, não representar aquilo que considera serem as aspirações dos jovens angolanos. No dia 5 de abril, o secretário-geral da Juventude Unida Revolucionária de Angola (JURA), decidiu finalmente anunciar a retirada desta organização juvenil do CNJ.

## Ideologia política
Nelito Ekuikui, é um defensor da unidade nacional, pautada na confiança, tolerância e inclusão. Para ele os atores políticos têm que representar e conjugar interesses, mesmo que diversos, alegando que o motivo da guerra civil, foi de que nenhum político soube representar os interesses dos outros.

"A política não é nada mais senão a gestão de interesses de vários grupos, sejam eles políticos, religiosos e até étnicos. Quem quer ter um país estável tem que saber gerir interesses de vários grupos. O meu interesse e o seu têm que estar salvaguardados. Se compreendermos a política nesta dimensão, nós teremos uma Angola sem conflito… quem estiver a governar tem que saber salvaguardar o interesse de todos."

-Nelito Ekuikui
Defende também a criação de um pacto de regime de confiança mútua. Um pacto de Nação que consiste na definição de espaços de interesse de atuação de vários grupos ideológico, estabelecendo os limites para ação governamental, pois, argumenta ele “quem está no governo não pode representar todos”.
Quanto a solução dos problemas sociais, defende que a solução depende muito da capacidade dos técnicos e da vontade da liderança e a disposição dos recursos.
Considera-se um defensor da ideia do bem-estar social e da democracia. Enquadra-se no espectro político como Social-democrata.

## Prémios
Foi indicado para concorrer ao prémio personalidade política do ano de 2023, concurso que decorre no momento.